# 1802
1802 (MDCCCII) a fost un an obișnuit al calendarului gregorian, care a început într-o zi de vineri.

## Evenimente

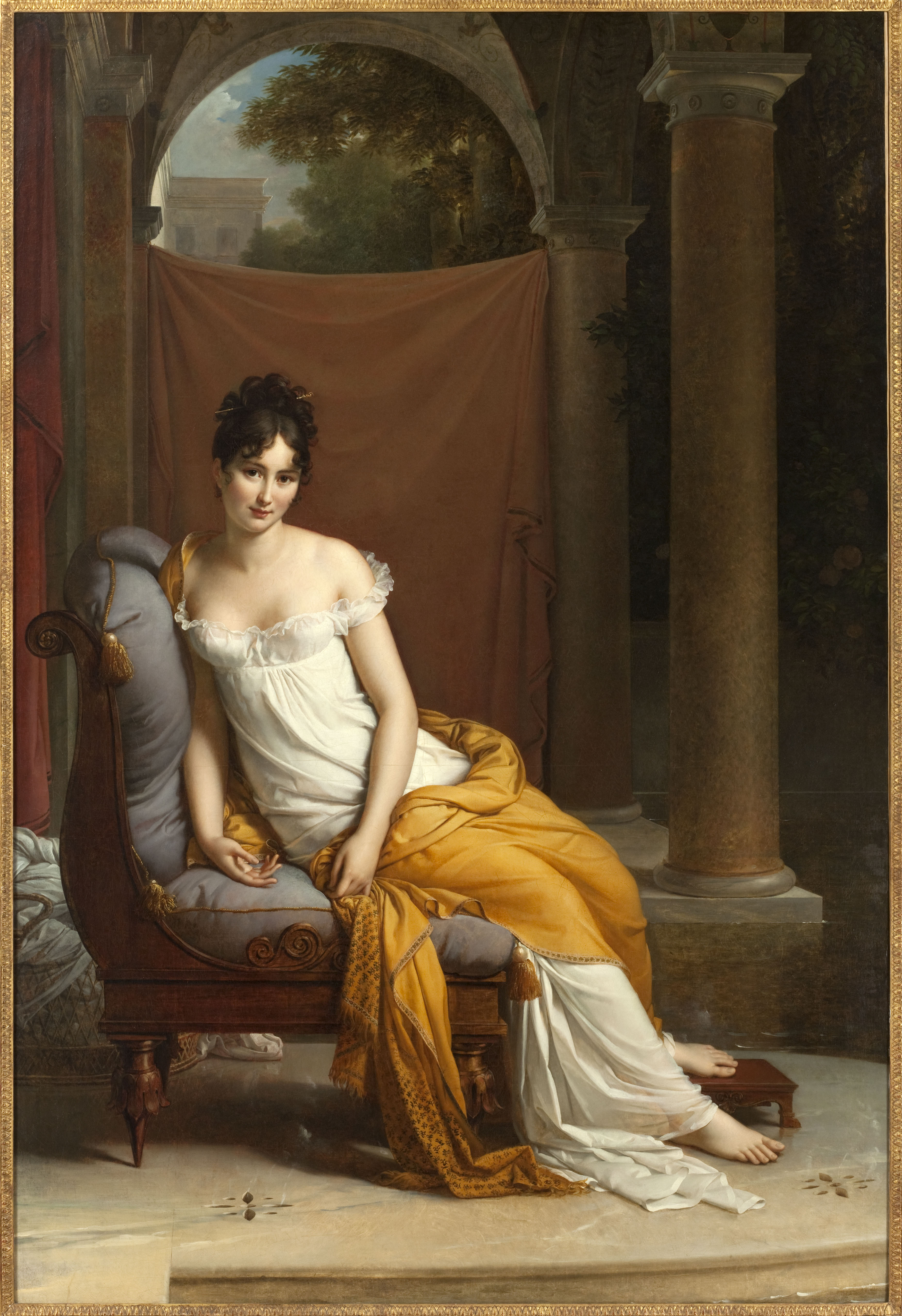
Portretul Juliettei Récamier de François Gérard (1802)

### Martie
- 16 martie: Este înființată Academia militară West Point în Statele Unite. Se va inaugura la 4 iulie.
- 25 martie: Tratatul de la Amiens, Franța. Înțelegere semnată de Anglia, Franța, Spania și Batavia (Olanda). Prin acest tratat, Franța și aliații săi și-au recuperat cea mai mare parte a coloniilor de peste mări.

### Mai
- 19 mai: Napoleon Bonaparte înființează Legiunea de Onoare.

### August
- 2 august: Printr-un plebiscit, Napoleon I este confirmat prim-consul.

### Septembrie
- 11 septembrie: Regiunea italiană Piemont devine parte a Primei Republici Franceze.

### Nedatate
- La Londra, Marie Tussaud deschide faimosul său Muzeu de ceară.
- Populația lumii: 1 miliard de locuitori (estimare).

## Arte, științe, literatură și filozofie
- 28 martie: H. W. Olbers (Heinrich Wilhelm Matthäus Olbers) descoperă asteroidul Pallas.

## Nașteri

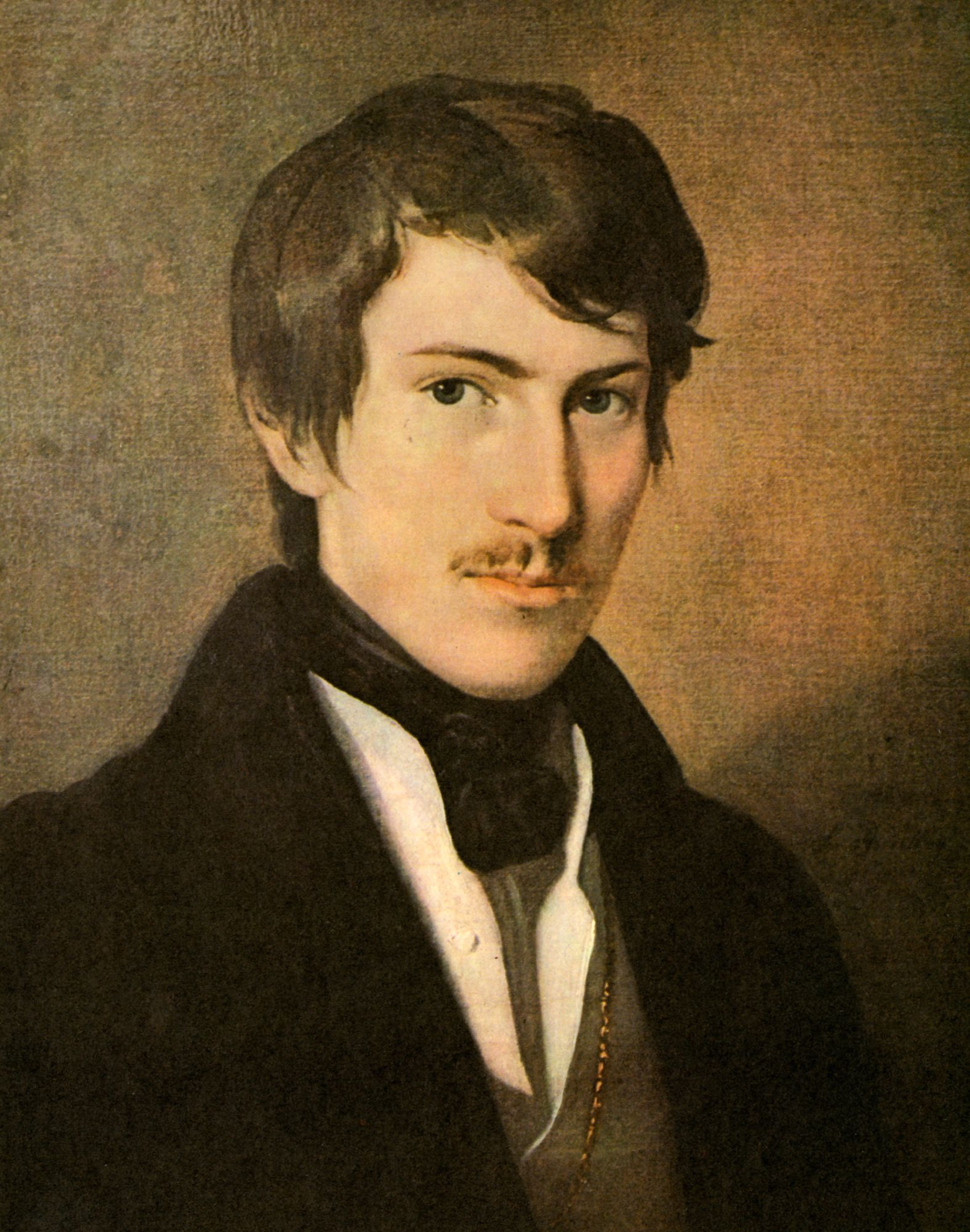
Nikolaus Lenau

- 6 ianuarie: Ion Heliade Rădulescu, scriitor, filolog, îndrumător literar, om politic român (d. 1872)
- 2 februarie: Jean-Baptiste Boussingault, chimist francez (d. 1887)
- 9 februarie: Emanuil Gojdu, avocat și mecena (d. 1870)
- 26 februarie: Victor Hugo, scriitor francez (d. 1885)
- 8 aprilie: Gheorghe Magheru, general și om politic român (d. 1880)
- 24 iulie: Alexandre Dumas (tatăl), scriitor francez (d. 1870)
- 5 august: Niels Henrik Abel, matematician norvegian (d. 1829)
- 13 august: Nikolaus Lenau, poet romantic de limbă germană, originar din Banat (d. 1850)
- 20 august: Frederic Wilhelm, Elector de Hesse (d. 1875)
- 13 septembrie: Arnold Ruge, scriitor german (d. 1880)
- 26 octombrie: Miguel I al Portugaliei, rege (d. 1866)

## Decese
- 18 aprilie: Erasmus Darwin, 70 ani, botanist englez, zoolog și doctor, bunicul lui Charles Darwin (n. 1731)
- 17 mai: Ducesa Sofia Antonia de Brunswick-Wolfenbüttel, 78 ani, străbunica reginei Victoria (n. 1724)